# Clonostachys setosa
Clonostachys setosa är en svampart som först beskrevs av Vittal, och fick sitt nu gällande namn av Schroers 2001. Clonostachys setosa ingår i släktet Clonostachys och familjen Bionectriaceae.   Inga underarter finns listade i Catalogue of Life.